# تازه‌کند محمدیه
تازه‌کند محمدیه یک روستا در استان اردبیل  است که در دهستان غربی واقع شده است. تازه‌کند محمدیه ۱۳۶۰ نفر جمعیت دارد.